# Distrito de Kweneng
El distrito de Kweneng es uno de los distritos de Botsuana, siendo la tierra de los Bakwena, el primer grupo autóctono del país convertido al cristianismo por el afamado misionero David Livingstone. La sede gubernamental del distrito es Molepolole, la comunidad más poblada de la nación (solo por detrás de: Gaborone y Francistown).
- Datos: Q57599
- Multimedia: Kweneng District / Q57599